# 1999 w sztukach plastycznych
Wydarzenia w sztukach plastycznych i wizualnych w 1999 roku.

## Malarstwo
- Edward Dwurnik

Z XXIII cyklu "Dwudziesty trzeci"
Barok – akryl i olej na płótnie, 210×200 cm
- Chris Ofili

Prince amongst Thieves – farby polimerowe, kolaż, brokat, żywica, pinezki, odchody słonia na płótnie, 243,8x182,8 cm. Kolekcja Museum of Modern Art
- Wilhelm Sasnal

Need for Speed III – olej na płótnie, 90x70
- Paweł Susid

Bez tytułu [Taka się robię smutna gdy zmieniam bieliznę z letniej na zimową] – akryl na płótnie, 30x90
- Antoni Tàpies

Stopa i kosz

## Rysunek
- Gerhard Richter

4.6.1999 (99/45) – grafit na papierze, 21x29, 8 cm. Kolekcja Museum of Modern Art

## Fotografia
- Yang Fudong

The Evergreen Nature at Romantic Stories – 78x110 cm

## Wideo
- Katarzyna Kozyra

Święto wiosny – beta SP, 4 min 24 s
- Oskar Dawicki

Wash_shit – Bergen, Norwegia, VHS, 4 min 44 s
- Igor Krenz

Dwa zniknięcia kulki w przestrzeni równoległej – beta SP, 42 s

## Rzeźba
- Roxy Paine

Impostor – stal nierdzewna
- Maurizio Cattelan

La Nona Ora – wosk, żywice poliestrowe

## Instalacja
- Ghada Amer

Love Park
- Nam June Paik

Video Piano – fortepian, ławka, 14 monitorów, kamera wideo

## Nagrody
- Nagroda im. Jana Cybisa – Tomasz Ciecierski
- Nagroda Turnera – Steve McQueen[16]
- Paszport „Polityki” w kategorii sztuki wizualne – Leon Tarasewicz[17]
- Biennale w Wenecji

Złoty Lew – Doug Aitken, Cai Guoqiang i Shirin Neshat
Złoty Lew (pawilon) – Włochy (Monica Bonvicini, Bruna Esposito, Luisa Lambri, Paola Pivi i Grazia Toderi)
- Nagroda Krytyki Artystycznej im. Jerzego Stajudy – Hanna Wróblewska[19]
- World Press Photo – Dayna Smith[20]

## Zmarli
- Yann Goulet (ur. 1914), bretoński rzeźbiarz
- 15 lutego – Antoni Chodorowski (ur. 1946), rysownik, satyryk i karykaturzysta
- 18 lutego – Andreas Feininger (ur. 1906), amerykański fotograf
- 12 maja – Saul Steinberg (ur. 1914), amerykański grafik
- 20 kwietnia – Maria Pinińska-Bereś (ur. 1931), polska rzeźbiarka
- 14 lipca – Władysław Hasior (ur. 1928), polski rzeźbiarz
- 20 lipca – Arthur Boyd (ur. 1920), australijski malarz i rzeźbiarz
- 4 października – Bernard Buffet (ur. 1928), malarz francuski
- 20 listopada – Gwidon Miklaszewski (ur. 1912), polski rysownik-humorysta